# Clément Villecourt
Clément kardinal Villecourt, francoski rimskokatoliški duhovnik, škof in kardinal, * 9. oktober 1787, Lyon, † 17. januar 1876.

## Življenjepis
21. decembra 1811 je prejel duhovniško posvečenje. Leta 1832 je bil premeščen v škofijo Sens.
6. oktobra 1835 je bil imenovan za škofa La Rochella; potrjen je bil 1. februarja 1836, škofovsko posvečenje pa je prejel 13. marca istega leta. S tega položaja je odstopil 7. marca 1855.
17. decembra 1855 je bil povzdignjen v kardinala in imenovan za kardinal-duhovnika S. Pancrazio.
Umrl je 17. januarja 1867.